# Bräcke kyrka
Bräcke kyrka är en kyrkobyggnad belägen på en höjd strax sydöst om Bräcke i Jämtland. Den är församlingskyrka i Bräcke-Nyhems församling i Härnösands stift.

## Kyrkobyggnaden
Nuvarande kyrka av trä ersatte 1859 en mindre träkyrka från 1580-talet. Denna kyrka revs sedan 1861. Kyrkan byggdes av församlingsborna själva sommaren 1859 under byggmästare Johan Nordells ledning efter en ritning av Abraham Rafael Ulric Pettersson (1824-1866).
Arbetet avstannade under vintern men i juni 1860 var arbetet slutfört.
Kyrkan är utvändigt klädd med liggande vitmålad träpanel. Kyrkorummets tak har ett tunnvalv av trä.

## Inventarier
- Predikstolen är från 1859.
- Altartavlan är målad 1926 av Karl Tirén. Dess motiv är "Jesus vid Sykars brunn".
- På altaret står ett krucifix som skänktes till församlingen 1944.
- I kyrktornet hänger två klockor. Lillklockan göts 1778 och storklockan 1859.

## Orgel
- 1926 byggde E. A. Setterquist & Son, Örebro, en orgel med 16 stämmor fördelade på två manualer.
- 1952 ombyggde E. A. Setterquist & Son Eftr., Örebro, orgeln med tillbyggnad att ha 27 stämmor fördelade på två manualer och särskild pedal.

### Webbkällor
- Bräcke turistbyrå[död länk]
- Bräcke-Nyhems församling